# داستان عشق (ترانه تیلور سوئیفت)
«داستان عشق» (انگلیسی: Love Story) ترانه‌ای است که توسط تیلور سوئیفت، خواننده-ترانه‌سرای آمریکایی نوشته و ضبط شده‌است. این ترانه در ۱۲ سپتامبر ۲۰۰۸ توسط بیگ مشین رکوردز به عنوان تک‌آهنگ آغازین دومین آلبوم استودیویی سوئیفت با عنوان بی‌باک (۲۰۰۸) منتشر شد. این ترانه را سوئیفت و نیتن چپمن به‌صورت مشترک تهیه کرده‌اند. سوئیفت این ترانه را در مورد یک علاقه عشقی نوشت که در میان خانواده و دوستانش عمومی نبود. به دلیل این وضعیت، او طرح داستان را به رومئو و ژولیت (۱۵۹۷) اثر ویلیام شکسپیر مرتبط ساخت و از آن به عنوان منبع الهام برای ساختن ترانه استفاده کرد، اما نتیجه تراژدیک نمایش را با پایان خوش جایگزین کرد. «داستان عشق» یک ترانه کانتری پاپ میدتمپو با آوازهای رؤیایی سوپرانو و ملودی سازنده مداوم است. اشعار آن از دیدگاه ژولیت است.
این ترانه مورد ستایش گسترده منتقدان قرار گرفت و بسیاری از آنها سبک ترانه‌سرایی سوئیفت و جذاب‌بودن ترانه را تحسین کردند. این ترانه با فروش بیش از ۱۵ میلیون نسخه تک‌آهنگ در سراسر جهان تا سال ۲۰۱۰، یک موفقیت عظیم تجاری بود. «داستان عشق» با فروش بیش از ۱۸ میلیون نسخه در سراسر جهان، یکی از پرفروش‌ترین تک‌آهنگ‌های تمام دوره‌ها است. در ایالات متحده، این ترانه در رتبه چهارم ۱۰۰تای داغ بیلبورد قرار گرفت، بیش از ۹ میلیون بار از دانلود دیجیتالی فروخت و به پرفروش‌ترین تک‌آهنگ سوئیفت تبدیل شد و همچنین تا مدتی پرفروش‌ترین تک‌آهنگ دیجیتالی کشور در تمام دوره‌های مختلف بود. همچنین یکی از پرفروش‌ترین تک‌آهنگ‌ها در ایالات متحده است و ۸بار گواهی‌نامه پلاتین توسط انجمن صنعت ضبط موسیقی ایالات متحده آمریکا (RIAA) دریافت کرده‌است. «داستان عشق» نخستین تک‌آهنگ رتبهٔ یک سوئیفت در استرالیا است و ۷بار گواهی‌نامه پلاتین توسط انجمن صنعت ضبط استرالیا (ARIA) دریافت کرده‌است.
موزیک ویدئو همراه ترانه توسط تری فنجوی کارگردانی شد که بیش‌تر ویدئوهای پیشین سوئیفت را کارگردانی کرده‌است. این ویدئو یک درام تاریخی است که از دوره‌های قرون وسطی، رنسانس و دوره نیابت سلطنت تأثیر می‌گیرد. در ویدئو سوئیفت و مدل جاستین گاستون را به تصویر می‌کشد که در محوطه دانشگاهی یک‌دیگر را ملاقات می‌کنند و خود را در دوره قبل تصور می‌کنند. «داستان عشق» از طریق اجرای زنده به صورت متعدد تبلیغ شد. این ترانه شامل تمام تورهای کنسرت اصلی سوئیفت تور بی‌باک (۲۰۰۹–۱۰)، تور جهانی حالا صحبت کن (۲۰۱۱–۱۲)، تور سرخ (۲۰۱۳–۱۴)، تور جهانی ۱۹۸۹ (۲۰۱۵) و تور استادیومی اعتبار تیلور سوئیفت (۲۰۱۸) بود. «داستان عشق» را چندین هنرمند از جمله جو مک‌الدری و فوراور د سیکست کیدز بازخوانی کرده‌اند.
نسخهٔ ضبط مجدد این ترانه با عنوان «داستان عشق (نسخهٔ تیلور)» در ۱۲ فوریه ۲۰۲۱ منتشر شد. منتقدان آن را به خاطر تولید شاداب‌تر، احساس نوستالژیک و آواز به حد کمال رسیده سوئیفت تحسین کردند. این ترانه در صدر جدول ترانه‌های دیجیتال و ترانه‌های داغ کانتری بیلبورد قرار گرفت و به هشتمین تک‌آهنگ شمارهٔ یک سوئیفت در جدول ترانه‌های داغ کانتری تبدیل شد. این سوئیفت را به دومین هنرمند پس از دالی پارتن تبدیل کرد که با دو نسخهٔ اصلی و ضبط مجدد از یک ترانه به شمارهٔ یک جدول ترانه‌های داغ کانتری تبدیل می‌رسند.

## داستان عشق (نسخهٔ تیلور)
«داستان عشق (نسخهٔ تیلور)» نسخهٔ دوباره ضبط‌شده‌ای از «داستان عشق» است. این ترانه توسط سوئیفت در ۱۲ فوریه ۲۰۲۱، از طریق ریپابلیک رکوردز، به عنوان تک‌آهنگ اصلی بی‌باک (نسخهٔ تیلور)، نسخه مجدد خواننده از آلبوم استودیویی سال ۲۰۰۸ خود، منتشر شد.

### تاریخچه انتشار
| منطقه | تاریخ         | فرمت                      | ناشر     | م.    |
| ----- | ------------- | ------------------------- | -------- | ----- |
| مختلف | ۱۲ فوریه ۲۰۲۱ | دانلود دیجیتال رسانه جاری | ریپابلیک | [ ۴ ] |